# Clemens Westerhof
Clemens Westerhof (Beek, 3 maggio 1940) è un allenatore di calcio olandese.

## Carriera

### Allenatore
Westerhof iniziò la sua carriera come assistente nel Vitesse Arnhem, dove ricoprì il ruolo di tecnico ad interim nel febbraio 1976. Successivamente passò al Feyenoord in qualità di assistente di Václav Ježek; durante la Eredivisie 1980-1981 è stato allenatore per qualche tempo, sostituendo il malato Jezek. All'inizio del 1982 andò a lavorare per l'MVV, e nel 1984 tornò al Vitesse. Nel 1989 la Federazione calcistica della Nigeria gli offrì il posto di commissario tecnico della Nazionale, in vista della Coppa delle nazioni africane 1990: la squadra giunse in finale, perdendo per 1-0 contro l'Algeria; nell'edizione successiva, la Nigeria giunse al terzo posto, perdendo contro il Ghana in semifinale. Le qualificazioni per Stati Uniti 1994 videro le super aquile superare il primo girone con Congo e Sudafrica al primo posto, non subendo reti e vincendo tre delle quattro partite. Nel secondo turno il girone era composto, oltre che dalla Nigeria, dalla Costa d'Avorio e dall'Algeria: stavolta il bottino fu di due vittorie, un pareggio ed una sconfitta, riuscendo a superare la Costa d'Avorio solo grazie alla differenza reti. Westerhof ottenne così la prima qualificazione nella storia della nazione africana al campionato mondiale di calcio.
Tra le qualificazioni e la fase finale del campionato del mondo 1994, la Nigeria si era qualificata anche per la fase finale della Coppa d'Africa 1994, in programma in Tunisia, grazie alla vittoria nel girone che comprendeva Uganda, Sudan ed Etiopia. Inserita nel gruppo B con Egitto e Gabon, pareggiò con la prima e sconfisse la seconda, qualificandosi pertanto per la fase successiva nella quale sconfisse lo Zaire grazie ad una doppietta di Rashidi Yekini. In semifinale si scontrò con la Costa d'Avorio, e dopo il 2-2 dei tempi regolamentari, i tiri di rigore decretarono la vittoria della Nigeria, grazie all'errore decisivo di Amani per gli avversari. La finale vide contrapposte la stessa Nigeria e lo Zambia: dopo il vantaggio di quest'ultima, la squadra guidata da Westerhof replicò e si portò avanti con la doppietta di Emmanuel Amuneke, che resistette fino al novantesimo minuto: la nazionale del tecnico olandese vinse così il suo secondo titolo dopo quello di Nigeria 1980.
Il campionato del mondo 1994 vide la Nigeria inserita nel gruppo D con Argentina, Bulgaria e Grecia: la sconfitta per 2-1 contro la Nazionale sudamericana non compromise il cammino degli africani, che anzi si qualificarono come primi del girone grazie alle vittorie con le altre due squadre del gruppo: il turno successivo fu Nigeria-Italia, con i primi in vantaggio grazie ad Amuneke: la doppietta di Roberto Baggio però interruppe l'avanzata delle super aquile.
Dal 1998 al 2000 Westerhof ricoprì l'incarico di commissario tecnico della Nazionale di calcio dello Zimbabwe, e successivamente allenò in Sudafrica e nello stesso Zimbabwe, prima di fondare una scuola calcio ad Ilorin e di ritirarsi dalla scena internazionale.

## Palmarès

### Allenatore

#### Nazionale
- Coppa d'Africa: 1

Tunisia 1994